# Mario Camus
Pour les articles homonymes, voir Camus.
Mario Camus García, né le 20 avril 1935 à Santander et mort le 18 septembre 2021 dans la même ville, est un scénariste et réalisateur espagnol.

## Biographie
Mario Camus étudie le droit puis le cinéma à l'École officielle de cinéma. Il appartient à la nouvelle fédération du Nouveau Ciné Espagnol dont font partie, entre autres, Carlos Saura, Basilio Martín Patino, José Luis Borau, Julio Diamante, Miguel Picazo et Manolo Summers.
Sa maîtrise de l'adaptation de textes littéraires est reconnue, comme le prouvent ses films fondés sur les œuvres de Calderón de la Barca et Lope de Vega (La Leyenda del alcalde de Zalamea, 1972), Ignacio Aldecoa (Young Sánchez, 1964, Con el viento solano, 1967 et Los pájaros de Baden-Baden, 1975), Pérez Galdós (la série télévisée Fortunata y Jacinta), Camilo J. Cela (La Colmena, 1982), Miguel Delibes (Los santos inocentes, 1984), García Lorca (La casa de Bernarda Alba, 1987).
À côté de productions plus commerciales au service du chanteur Raphael et de Sara Montiel dans les années 1960 et d'œuvres de genre comme le western La Cólera del viento (1970) ou les histoires d'amour contrarié Volver a vivir (1968) et La joven casada (1975), il réalise ses films les plus personnels dans les années 1990, avec l'analyse du terrorisme de l'ETA présente dans Sombras en una batalla (1993) et La Playa de los galgos (2002), et les fables critiques de la société capitaliste Después del sueño (1992), Adosados (1997) et El color de las nubes (1998). Il a écrit un recueil de nouvelles, Un fuego oculto (Madrid, 2003).
L'Ours d'or lui fut décerné au Festival de Berlin en 1983 pour La Ruche (La Colmena).

## Filmographie
- 1962 : El borracho
- 1963 : La suerte
- 1963 : Los farsantes (es)
- 1964 : Young Sánchez (ca)
- 1965 : La visita que no tocó el timbre
- 1965 : Muere una mujer
- 1966 : Le Vent brûlant de l'été (Con el viento solano), avec la participation d'Imperio Argentina
- 1966 : Cuando tú no estás
- 1967 : Soledad
- 1967 : Al ponerse el sol (es)
- 1968 : Cuentos y leyendas (série télévisée)
- 1968 : Volver a vivir
- 1968 : Digan lo que digan (es)
- 1969 : Esa mujer
- 1970 : Trinita voit rouge (La collera del vento)
- 1972 : Si las piedras hablaran (série télévisée)
- 1973 : La leyenda del alcalde de Zalamea (es)
- 1975 : Los pájaros de Baden-Baden (es)
- 1975 : La joven casada
- 1976 : Paisajes con figuras (série télévisée)
- 1976 : Curro Jiménez (série télévisée)
- 1978 : Los días del pasado (es)
- 1980 : Fortunata y Jacinta (série télévisée)
- 1980 : Goya, los desastres de la guerra. 1808 (documentaire)[3]
- 1982 : La Ruche (La colmena)
- 1983 : La Guérilla ou les Désastres de la guerre (Los desastres de la guerra) (feuilleton TV)
- 1984 : Les Saints innocents (Los santos inocentes)
- 1985 : La vieja música (es)
- 1987 : La Maison de Bernarda Alba (La casa de Bernarda Alba)
- 1987 : La Russe (La rusa)
- 1990 : La forja de un rebelde (feuilleton TV)
- 1990 : La Femme et le Pantin (La mujer y el pelel) (TV)
- 1992 : Después del sueño (es)
- 1993 : Des ombres dans une bataille (Sombras en una batalla)
- 1994 : Amor propio (es)
- 1996 : Adosados
- 1997 : El color de las nubes
- 1998 : La vuelta de El Coyote (es)
- 1999 : La Ville des prodiges (La ciudad de los prodigios)
- 2002 : La playa de los galgos (es)
- 2007 : El prado de las estrellas

## Distinctions
- Berlinale 1983 : Ours d'or pour La Colmena.
- 1983 : Médaille d'or du mérite des beaux-arts par le Ministère de l'Éducation, de la Culture et des Sports[4].
- Festival de Cannes 1984 : Mention spéciale du Prix du Jury Œcuménique pour Los Santos inocentes.
- Goyas 1994 : Goya du meilleur scénario original pour Sombras en una batalla.
- Festival de Montréal 1996 : Prix du meilleur scénario et Prix FIPRESCI pour Adosados.
- Festival de Chicago 1996 : Hugo d'argent du scénario pour Adosados.
- Festival de Saint-Sébastien 1997 : Prix OCIC pour El color de las nubes.
- Festival de La Havane 2004 : Prix du meilleur scénario pour Roma d'Adolfo Aristarain.
- Festival Cinepaña de Toulouse 2005 : Prix du meilleur scénario pour Roma.
- Goyas 2011 : Goya d'honneur pour sa carrière.